# 格但斯克老城
老城（波蘭語：Stare Miasto）是格但斯克最古老的部分，位于希鲁德梅希切区（市中心）北部，格但斯克主城在其以南。

## 景点
- 格但斯克老城市政厅
- 格但斯克大磨坊
- 格但斯克小磨坊
- 佩尔普林修道院院长的风格主义住宅
- 波兰邮政局
- 格但斯克火車總站
- 风格主义的三教士之家
- 約翰·赫維留纪念碑
- 波兰科学院格但斯克图书馆

### 纪念碑
- 1970年死难造船厂工人纪念碑
- 扬三世·索别斯基纪念碑
- 波兰邮局保卫者纪念碑

### 教堂
- 格但斯克圣凯瑟琳教堂
- 圣巴尔多禄茂圣母庇荫主教座堂
- 圣彼济达圣殿

## 博物馆
- 但泽波兰邮局博物馆（Muzeum Poczty Polskiej w Gdańsku）
- 塔钟博物馆（Muzeum Zegarów Wieżowych）
- 第二次世界大战博物馆

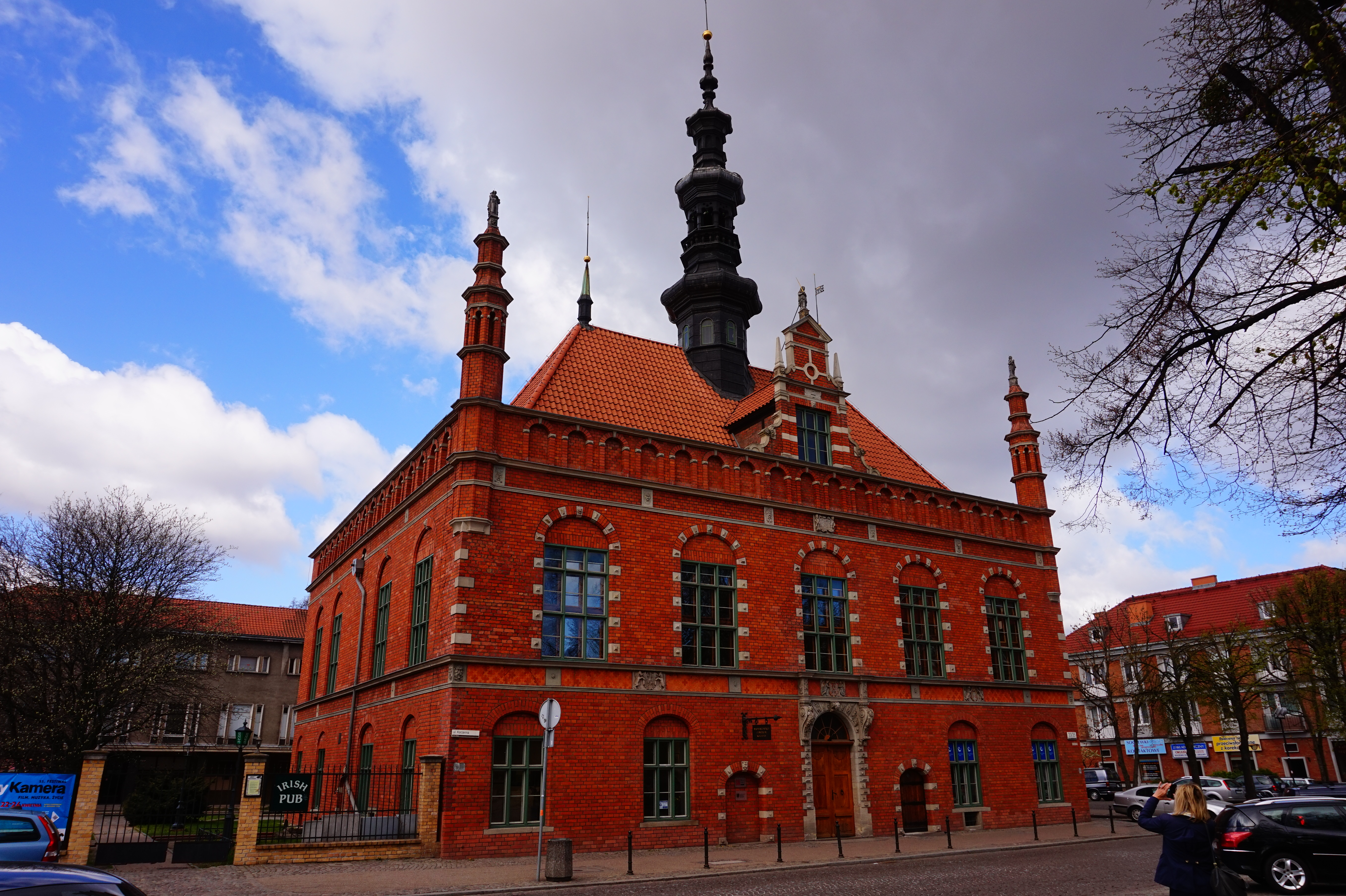
老市政厅
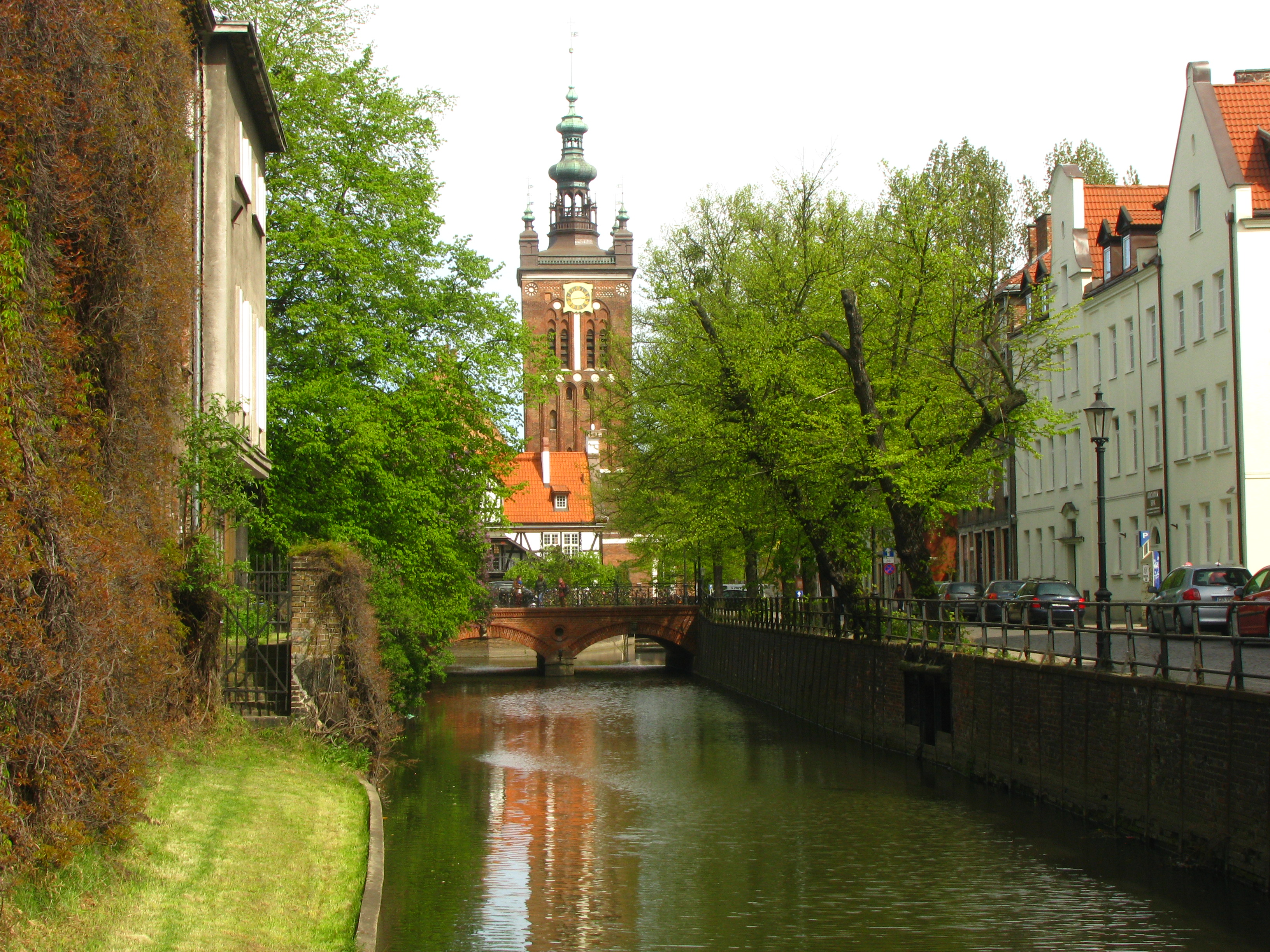
Radunia Canal and 格但斯克圣凯瑟琳教堂
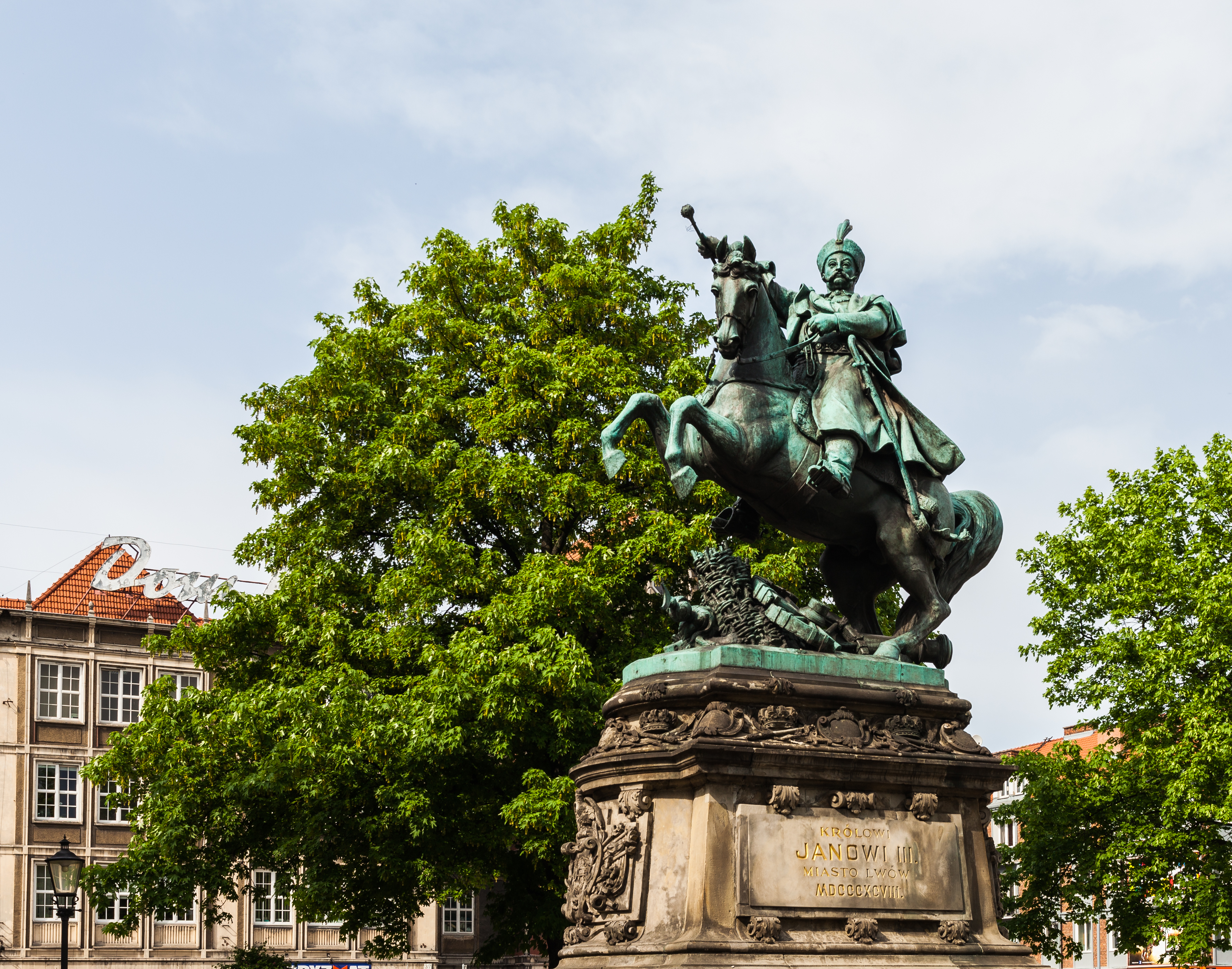
扬三世·索别斯基纪念碑
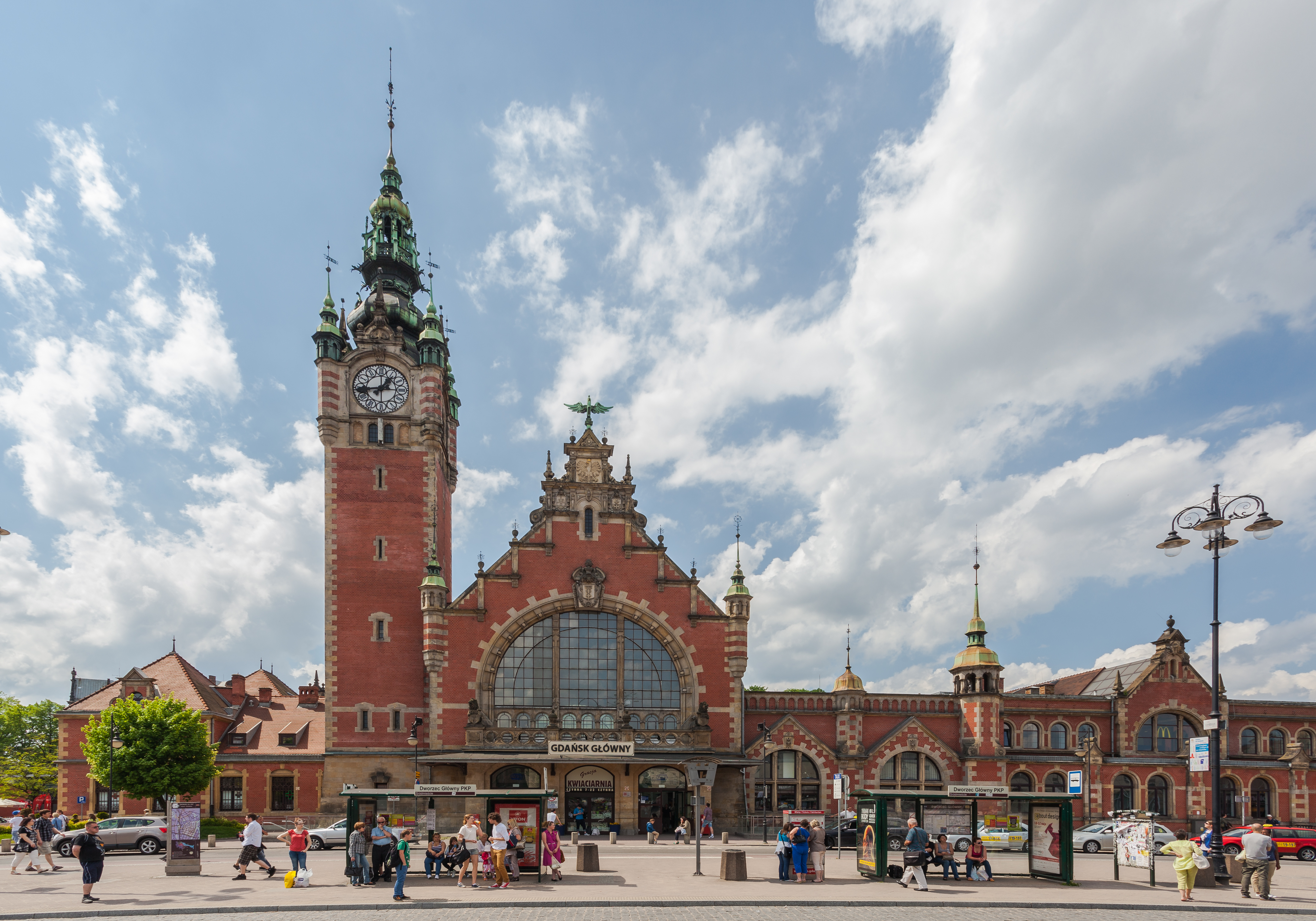
格但斯克火車總站